# Fabio Agostini
Fabio Mauricio Agostini Martel (Las Palmas de Gran Canaria, 2 de marzo de 1990) es una personalidad de televisión y celebridad de Internet español. 
Ganó reconocimiento por haber participado en los realitys show latinoamericanos durante los años 2010 y 2020. A lo largo de su trayectoria televisiva, ha sido parte del elenco principal de los programas Combate y Esto es guerra en Perú, Tierra brava y ¿Ganar o servir? en Chile, y Calle 7 en Ecuador.

## Biografía

### Primeros años
Nació el 2 de marzo de 1990 en Las Palmas de Gran Canaria, localidad de las Islas Canarias, España; bajo el nombre completo de Fabio Mauricio Agostini Martel. Es el hermano menor de la expersonalidad de televisión Bruno Agostini.
Durante sus primeros años, Agostini se ha desempeñado como futbolista, formándose en la división de menores del club de fútbol Real Madrid, sin embargo abandonó el deporte debido a una lesión en la pierna, a la edad de 19 años.
Tras lo sucedido, se muda a Londres, donde comenzaría a trabajar en diferentes oficios como lavaplatos y trabajador de un bar hasta regresar a su país a inicios de los 2010. Ya retornado a España, Agostini trabajó en una tienda retail en la ciudad de Barcelona por dos años consecutivos.

### Trayectoria televisiva
En el año 2012, gracias por aceptar la propuesta de su hermano Bruno Agostini, comenzaría su faceta televisiva en la televisión ecuatoriana, conformando el reparto central del programa de telerrealidad Calle 7 Ecuador, desempeñándose en el rol de competidor. 
Más tarde, se muda a Perú en el año 2014 junto a Bruno Agostini, para ser parte del elenco de participantes del otro formato Combate de la televisora peruana ATV, donde permanecería por dos años no consecutivos hasta su renuncia definitiva en 2016.
En el año 2017, tuvo una esporádica aparición en el reality show español Mujeres y hombres y viceversa. En ese año, se incorpora al reality show peruano Esto es guerra de América Televisión, manteniéndose en el rol de Combate, volviendo al formato para los periodos 2017-2018, 2019, 2023-2024 y 2025.
En el año 2019, fue participante del reality de talentos peruano El artista del año, siendo el primer eliminado de la competencia. Durante esa época, mantuvo una relación sentimental con la actriz y cantante Mayra Goñi.
En ese año, fue participante invitado del programa televisivo El valor de la verdad.
En el año 2023, viaja a Chile para concursar en el programa de telerrealidad chileno Tierra brava de Canal 13, consagrándose campeón de la única temporada. Al año siguiente, vuelve a la televisora para incorporarse al siguiente formato ¿Ganar o servir?, abandonando al programa por motivos personales.

### Incursión como celebridad de Internet
Durante inicios de los 2020, Agostini ganó notoriedad por sus famosas «vacunas», siendo la sensación en las redes sociales como TikTok.
Tras regresar a Perú en el año 2025, asume la conducción de su programa web Cuéntamelo todo para la plataforma Kick, cuya sinopsis es de entrevistas y bajo el formato de streaming.

## Controversias

### Faltas de respeto a los peruanos
En el año 2019, Agostini fue criticado por faltar el respeto a los símbolos patrios, debido a que cubrió sus partes íntimas con la bandera del Perú en una de sus fotos durante su participación en el reality show colombiano Guerreros.
En el año 2024, fue acusado por ofender de los peruanos en el reality show Tierra brava. Esto se dió a raíz de su conversación en vivo con el exfutbolista chileno Nicolás Solabarrieta, afirmando Agostini que no hay «gente bonita» en las calles del territorio peruano, durante su estadía en Perú. A consecuencia de eso, fue criticado en redes sociales por lo sucedido, mientras que Agostini se justifica que fue un malentendido.

### Polémica en una presentación en discoteca
En el año 2019, fue criticado por realizar bailes eróticos con mujeres en sus shows en discotecas peruanas. Esto se dió en medio del escándalo del baile con una joven en su presentación en Chachapoyas.

### Vinculación en un encuentro sexual
En el año 2019, Agostini confesó que había participado en un supuesto trío sexual, en la que vincularon a su hermano Bruno Agostini y las personalidades de la televisión peruana Melissa Paredes y Andrea San Martín, en una entrevista para el programa televisivo El valor de la verdad.
En el año 2025, Paredes aclaró que no tomaría interés a las declaraciones del hermano de Fabio, ya que fue parte de su pasado personal.

## Créditos

### Televisión
- Calle 7 (2012-2014), competidor y debut televisivo.
- Combate (ATV; 2014-2016), competidor.
- Mujeres y hombres y viceversa (Telecinco; 2016), participante invitado.
- Esto es guerra (América Televisión; 2017-2018, 2019, 2023-2024, 2025), competidor.
- El valor de la verdad (Latina Televisión; 2019), participante invitado.
- Guerreros (2019), participante.
- El artista del año (América Televisión; 2021), participante; primer eliminado.
- Tierra brava (Canal 13; 2023-2024), participante; ganador.
- ¿Ganar o servir? (Canal 13; 2024), participante; tercer abandono.
- Palabra de honor (Canal 13; 2024), participante; décimoséptimo eliminado.

### Programas web
- Cuéntamelo todo (Kick; desde 2025), presentador.